# Liste der Kreisstraßen im Landkreis Altenburger Land

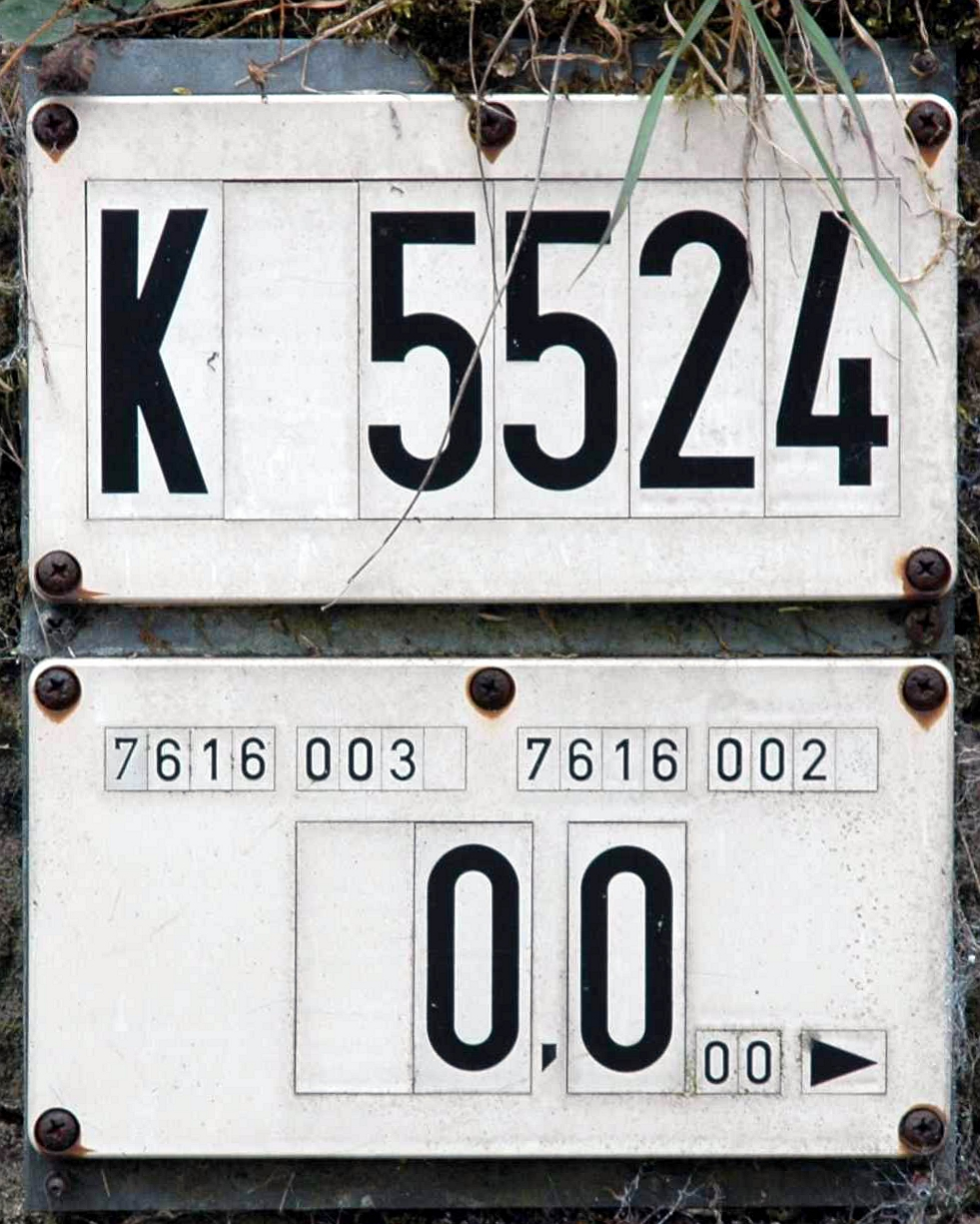
Stationszeichen

Die Liste der Kreisstraßen im Landkreis Altenburger Land ist eine Auflistung der Kreisstraßen im thüringischen Landkreis Altenburger Land.

## Abkürzungen
- K: Kreisstraße
- L: Landesstraße

## Liste
Straßen und Straßenabschnitte, die unabhängig vom Grund (Herabstufung zu einer Gemeindestraße oder Höherstufung) keine Kreisstraßen mehr sind, werden kursiv dargestellt. Der Straßenverlauf wird in der Regel von Nord nach Süd und von West nach Ost angegeben.
| Nr.  | Verlauf                                   |
| ---- | ----------------------------------------- |
| K 1  | L 2462 in Langenleuba-Niederhain – L 1357 |
| K 67 | L 2171 in Kosma – Altendorf               |
| K 70 | L 1362 – Romschütz                        |
| K 86 | K 214 in Zechau – in Rositz               |

| Nr.   | Verlauf                                                                                                |
| ----- | --- |
| K 201 | L 1357 in Beiern – Flemmingen – Jückelberg – Wolperndorf                                               |
| K 202 | K 301 in Frohnsdorf – Engertsdorf – Heiersdorf – Landesgrenze – (K 7377 im Landkreis Zwickau, Sachsen) |
| K 203 | in Ehrenhain – Nirkendorf – Niederarnsdorf – Ziegelheim                                                |
| K 204 | K 205 – Oberleupten – Priefel – Dippelsdorf – in Ehrenhain                                             |
| K 205 | in Mockern – Zschechwitz – K 206 – Paditz – Kotteritz – K 204 – in Nobitz                              |
| K 206 | Altenburg – Zschechwitz – K 205 – Ehrenberg – K 208 – Thomas-Müntzer-Siedlung                          |
| K 207 | in Lehndorf – Heiligenleichnam – Greipzig                                                              |
| K 208 | K 206 in Ehrenberg – Stünzhain                                                                         |
| K 209 | L 2171 in Kosma – Kürbitz                                                                              |
| K 210 | Gödern – L 1362 in Göhren                                                                              |
| K 211 | K 603 – Dobraschütz                                                                                    |
| K 212 | L 1361 – K 213 – Monstab – K 555 – K 307                                                               |
| K 213 | Großröda – K 212                                                                                       |
| K 214 | K 302 in Kriebitzsch – K 86 in Zechau                                                                  |
| K 215 | (K 2216 im Burgenlandkreis, Sachsen-Anhalt) – L 1361 in Meuselwitz                                     |
| K 216 | L 1063 – Falkenhain – L 1361                                                                           |
| K 217 | Landesgrenze – Prößdorf – L 1361                                                                       |
| K 218 | (K 7951 im Landkreis Leipzig, Sachsen) – Landesgrenze – Lucka – Landesgrenze – (Sachsen)               |
| K 219 | K 544/K 545 in Gröba – L 1355                                                                          |
| K 220 | L 1355 – Waltersdorf – Neubraunshain                                                                   |
| K 221 | in Rositz – Fichtenhainichen                                                                           |
| K 222 | – K 223 – Zschernitzsch – in Altenburg                                                                 |
| K 223 | K 222 – Molbitz – Oberzetzscha – Unterzetzscha – Knau – L 1355 in Gerstenberg                          |
| K 224 | in Treben – K 225 – L 1355 in Gerstenberg                                                              |
| K 225 | (Sachsen) – Landesgrenze – Haselbach – Plottendorf – K 224                                             |
| K 226 | L 1355 in Lehma – Trebanz                                                                              |
| K 227 | in Treben – Fockendorf – Pahna – Landesgrenze – (Sachsen)                                              |
| K 228 | in Altenburg – Poschwitz – Remsa – Schelchwitz                                                         |
| K 229 | L 1353 in Bocka – Kraschwitz – Wilchwitz – in Nobitz                                                   |

| Nr.   | Verlauf |
| ----- | --- |
| K 301 | L 3095 – Neuenmörbitz – Langenleuba-Niederhain – L 1357 – Wiesebach – Frohnsdorf – K 202 – Göpfersdorf – Landesgrenze – (K 7374 im Landkreis Zwickau, Sachsen)       |
| K 302 | /L 2174 in Kriebitzsch – K 214 in Kriebitzsch |
| K 303 | L 1357 in Lohma – Boderitz |
| K 304 | Gähsnitz – |
| K 305 | in Burkersdorf bei Schmölln – Selka |
| K 306 | Zagkwitz – in Untschen |
| K 307 | Tegkwitz – Krebitschen – Schlauditz – K 212 – Wiesenmühle – K 550 – Unterlödla – K 549 – in Schelditz                                                                |
| K 308 | L 1361 – L 2167 in Heyersdorf |
| K 309 | L 2466 – Naundorf – Koblenz – Landesgrenze – (K 7376 im Landkreis Zwickau, Sachsen) – Landesgrenze – Zumroda – Landesgrenze – (K 7378 im Landkreis Zwickau, Sachsen) |
| K 372 | K 551 – Drescha – L 1362 in Altenburg |

| Nr.   | Verlauf |
| ----- | --- |
| K 501 | (K 9379 im Landkreis Zwickau, Sachsen) – Landesgrenze – Thonhausen – L 1361                                               |
| K 502 | K 503 in Posterstein – Heukewalde                                                                                         |
| K 503 | Stolzenberg – Posterstein – K 502 – K 504 in Nöbdenitz                                                                    |
| K 504 | – Lohma – Nöbdenitz – K 503 – Raudenitz – Vollmershain – Wettelswalde – Jonaswalde – Nischwitz – Landesgrenze – (Sachsen) |
| K 505 | – Tannenfeld |
| K 506 | L 1361 in Schmölln – Sommeritz – Brandrübel – Weißbach                                                                    |
| K 507 | L 1361 – Kummer – Nitzschka – L 1358 (jetzt L 1359)                                                                       |
| K 508 | Zschöpel – Dreußen – L 2167                                                                                               |
| K 509 | L 1354 in Ponitz – Guteborn – Landesgrenze – (K 7308 im Landkreis Zwickau, Sachsen)                                       |
| K 510 | Merlach – L 1354 |
| K 511 | L 1358 in Gößnitz – Hainichen                                                                                             |
| K 512 | L 1358 in Nitzschka – Taupadel – Bornshain – Gößnitz – /L 2466                                                            |
| K 513 | L 2466 – Goldschau – Podelwitz – K 514 – Gieba – Großmecka – Tautenhain – in Gösdorf                                      |
| K 514 | K 513 in Podelwitz – Runsdorf                                                                                             |
| K 515 | Maltis – Zürchau – in Zehma                                                                                               |
| K 516 | in Großstöbnitz – K 517 – K 601 – Kleinmückern                                                                            |
| K 517 | K 516 in Großstöbnitz – Papiermühle                                                                                       |
| K 518 | L 1361 in Altkirchen – Röthenitz – Illsitz – Gleina –                                                                     |
| K 519 | L 1361 in Schwanditz – Kratschütz – K 537 – Göldschen – Jauern – Burkersdorf –                                            |
| K 520 | K 522 in Kertschütz – K 521 – Großtauschwitz – L 1361 in Schwanditz                                                       |
| K 521 | Göllnitz – K 520 |
| K 522 | L 1362 – K 523 – Kertschütz – K 520 – Gimmel – Trebula – L 1361                                                           |
| K 523 | K 522 – Zschöpperitz |
| K 524 | Platschütz – L 1361 |
| K 525 | K 529 – Wildenbörten – Mohlis – Drogen – Nödenitzsch – in Schmölln                                                        |
| K 526 | Graicha – K 525 in Wildenbörten                                                                                           |
| K 527 | L 1362 – Meucha – Prehna – K 528                                                                                          |
| K 528 | L 1362 in Hartha – K 527 – Kleintauscha                                                                                   |
| K 529 | Dobra – K 525 in Wildenbörten                                                                                             |
| K 530 | Hartroda – Kakau – K 531 – Drosen – Ingramsdorf – Großstechau – Kleinstechau –                                            |
| K 531 | (Landkreis Greiz) – Kreisgrenze – K 530                                                                                   |
| K 532 | Beerwalde – / |
| K 533 | Großbraunshain – L 1362 in Hartha                                                                                         |
| K 534 | K 602 in Dobitschen – K 535 – Pontewitz – Rodameuschel – Mehna – K 536 – L 1361                                           |
| K 535 | K 534 – Rolika |
| K 536 | Zweitschen – K 534 in Mehna                                                                                               |
| K 537 | K 519 in Kratschütz – Gödissa                                                                                             |
| K 538 | Kaimnitz – K 519 |
| K 539 | K 603 – Kraasa |
| K 540 | Pöhla – K 603 – L 1361 |
| K 541 | Neuposa – Kleinröda – L 1361                                                                                              |
| K 542 | L 1361 – Großröda, Eugenschacht                                                                                           |
| K 543 | Heukendorf – L 2174 in Pflichtendorf                                                                                      |
| K 544 | Bosengröba – K 219/K 545 in Gröba                                                                                         |
| K 545 | Ruppersdorf – K 219/K 545 in Gröba                                                                                        |
| K 546 | K 224 in Gerstenberg – Pöschwitz                                                                                          |
| K 547 | Rautenberg – K 223 in Oberzetzscha                                                                                        |
| K 548 | Oberlödla – Wilhelm-Pieck-Siedlung –                                                                                      |
| K 549 | K 307 in Unterlödla – Rödigen                                                                                             |
| K 550 | K 307 – Wiesenmühle – Wieseberg                                                                                           |
| K 551 | Steinwitz – K 372 |
| K 552 | Lossen – L 1362 |
| K 553 | Lutschütz – L 1362 |
| K 554 | Breesen – L 1362 |
| K 555 | Kröbern – K 212 in Monstab                                                                                                |
| K 556 | Dölzig – L 1361 |
| K 557 | – Löpitz – Selleris – in Mockern                                                                                          |
| K 559 | K 206 – Modelwitz |
| K 562 | – Oberarnsdorf |
| K 565 | L 1357 – Buscha |
| K 566 | Pähnitz – |
| K 567 | L 1359 in Kummer – L 2167 in Grünberg                                                                                     |

| Nr.   | Verlauf |
| ----- | --- |
| K 601 | K 516 in Großstöbnitz – Saara – in Lehndorf                                                                                      |
| K 602 | (K 2604 im Burgenlandkreis, Sachsen-Anhalt) – Landesgrenze – Wernsdorf – K 603 – Tanna – Oberkossa – Dobitschen – K 534 – L 1362 |
| K 603 | K 602 in Wernsdorf – Naundorf – K 211 – K 539 – Kraasa – K 540                                                                   |